# Charles Kennedy
Pour les articles homonymes, voir Kennedy.
Charles Peter Kennedy, né le 25 novembre 1959 à Inverness et mort le 1er juin 2015 à Fort William, est un homme politique britannique. Il est le dirigeant du parti des Libéraux-démocrates (Lib-Dems), du 9 août 1999 au 7 janvier 2006.

## Biographie

### Jeunesse et formation
En 1982, après des études à l'université de Glasgow, il travaille comme journaliste à la BBC Highland. Il obtient une bourse américaine, la Fulbright Fellowship, et poursuit ses études à l'université de l'Indiana.

### Carrière politique
En 1983, aux élections générales, il se présente dans la circonscription écossaise de Ross, Cromarty & Skye, soutenu par le député conservateur et ministre Hamish Gray. Kennedy est élu et à 23 ans, devient le plus jeune député de la Chambre des communes. Ambitieux et populaire, il apparaît comme un dirigeant potentiel du parti. 
En 1988, le Parti social-démocrate et le Parti libéral fusionnent pour former les Libéraux-démocrates (Lib-Dems). Le 9 août 1999, au moment de la démission de Paddy Ashdown, Kennedy est élu dirigeant du parti.  
Un partenariat avec le New Labour de Tony Blair est un temps envisagé, mais l'idée est finalement abandonnée, la politique de Tony Blair étant jugée trop à droite. Ainsi, sous la direction de Charles Kennedy, les libéraux-démocrates s’opposent à l'invasion de l'Irak et aux restrictions des libertés individuelles sous couvert de « guerre contre le terrorisme ». 
Toutefois, l'aile droite du parti entre en conflit avec lui. Il démissionne de son poste le 7 janvier 2006 et a pour successeur Menzies Campbell. 
Il a publié l'ouvrage The Future of Politics.

## Résultats électoraux

### Chambre des communes
| Élection | Circonscription               | Parti | Parti               | Voix   | %    | Résultats |
| -------- | ----------------------------- | ----- | ------------------- | ------ | ---- | --------- |
| 1983     | Ross, Cromarty and Skye       |       | Social-démocrate    | 13 528 | 38,5 | Élu       |
| 1987     | Ross, Cromarty and Skye       |       | Social-démocrate    | 18 809 | 49,4 | Élu       |
| 1992     | Ross, Cromarty and Skye       |       | Libéraux-démocrates | 17 066 | 41,6 | Élu       |
| 1997     | Ross, Skye and Inverness West |       | Libéraux-démocrates | 15 472 | 38,7 | Élu       |
| 2001     | Ross, Skye and Inverness West |       | Libéraux-démocrates | 18 832 | 54,1 | Élu       |
| 2005     | Ross, Skye and Lochaber       |       | Libéraux-démocrates | 19 100 | 58,7 | Élu       |
| 2010     | Ross, Skye and Lochaber       |       | Libéraux-démocrates | 18 335 | 52,6 | Élu       |
| 2015     | Ross, Skye and Lochaber       |       | Libéraux-démocrates | 14 995 | 35,9 | Échec     |